# 锦屏乡 (剑阁县)
锦屏乡，是中华人民共和国四川省广元市剑阁县曾经下辖的一个乡。2020年5月，撤销锦屏乡，将其行政区域划归杨村镇管辖。

## 行政区划
锦屏乡撤销前下辖以下地区：
水磨村、锦屏村、佛山村、灯河村、青墟村和白水村。